# الشجرة (تعز)
الشجرة هي إحدى قرى الجمهورية اليمنية. وهي تتبع جغرافيًا لمحافظة تعز. وإداريًا لمديرية شرعب السلام. يبلغ تعداد سكانها 1765 نسمة حسب الإحصاء الذي جرى عام 2004.